# Maikel Scheffers
Maikel Scheffers ('s-Hertogenbosch, 7 september 1982) is een rolstoeltennisser uit Nederland. Hij nam deel aan zowel het enkel- als het dubbelspel.

## Levensloop
Scheffers werd geboren met spina bifida en kwam in 2008 uit voor Nederland op de Paralympische Zomerspelen in Peking, alwaar hij brons behaalde. In 2012 wist hij zich te kwalificeren voor de Paralympische Zomerspelen in Londen door een eerste plaats op de wereldranglijst.

## Erelijst

#### Grandslamtitels enkelspel
- Roland Garros : 2011
- Australian Open : 2012